# Automolis fulvia
Automolis fulvia är en fjärilsart som beskrevs av George Francis Hampson 1901. Automolis fulvia ingår i släktet Automolis och familjen björnspinnare. Inga underarter finns listade i Catalogue of Life.